# Západní Kalimantan
Západní Kalimantan (indonésky Kalimantan Barat) je jedna z provincií Indonésie. Rozkládá se převážně na západě Kalimantanu, indonéské části ostrova Borneo. V roce 2006 v provincii žilo 4,1 milionu obyvatel. Průměrná hustota zalidnění je tedy zhruba 28 lidí/km², nejhustěji je obydlena oblast na západě v okolí největších měst.
Hlavním a největším městem provincie je Pontianak (630 000 obyvatel v roce 2008) ležící na rovníku v deltě řeky Kapuas. Kapuas je nejdelší řeka Indonésie a odvodňuje většinu provincie. Zhruba 100 km severně od Pontianaku leží dvousettisícový Singkawang, druhé velkoměsto.
Většinu povrchu tvoří nížiny, hory do provincie zasahují především v příhraničních oblastech ve vnitrozemí ostrova. Na území Západního Kalimantanu najdeme 2 národní parky, Danau Sentarum a Gunung Palung.
Sousedními provinciemi jsou Střední Kalimantan a Východní Kalimantan, na severu provincie hraničí s Malajsií